# We Own the Night (canção de The Wanted)
"We Own the Night" é uma canção da banda britânica The Wanted, gravada para o seu futuro terceiro álbum de estúdio Word of Mouth. Foi escrita e produzida por Adam Messinger, Nasri e Sir Nolan. O seu lançamento ocorreu a 11 de Agosto de 2013 na iTunes Store de vários países, como Austrália, Portugal e Reino Unido, através da Global Talent Music Recordings e Island Records para servir como quarto single do disco. 

## Faixas e formatos
| Descarga digital |                    |         |  |
| N.º              | Título             | Duração |  |
| 1.               | "We Own the Night" | 3:25    |  |

## Desempenho nas tabelas musicais

### Posições
| Tabela musical (2013)              | Melhor posição |
| ---------------------------------- | -------------- |
| Austrália - ARIA Singles Chart     | 40             |
| Bélgica - Ultratip (Flandres)      | 14             |
| Canadá - Canadian Hot 100          | 51             |
| Escócia - Scottish Singles Chart   | 6              |
| Irlanda - IRMA                     | 13             |
| Reino Unido - UK Singles Chart     | 10             |
| Estados Unidos - Billboard Hot 100 | 94             |

## Histórico de lançamento
| País          | Data                 | Formato          | Editora discográfica |
| ------------- | -------------------- | ---------------- | -------------------- |
| Austrália     | 11 de Agosto de 2013 | Descarga digital | Island               |
| França        | 11 de Agosto de 2013 | Descarga digital | Island               |
| Irlanda       | 11 de Agosto de 2013 | Descarga digital | Island               |
| Nova Zelândia | 11 de Agosto de 2013 | Descarga digital | Island               |
| Portugal      | 11 de Agosto de 2013 | Descarga digital | Island               |
| Reino Unido   | 11 de Agosto de 2013 | Descarga digital | Island               |